# 栗原美季
栗原 美季（くりはら みき、1974年4月7日 - ）は、日本のフリーアナウンサー。ホリプロアナウンス室所属。

## 来歴
三重県出身。関西外国語大学を卒業した。
大学を卒業後、エフエム新津に入社し、同局のアナウンサーになる。退社後、新潟県民エフエム放送 (FM PORT) のパーソナリティを経てフリーに転向する。
2006年10月からは、3年前からエフエム世田谷で放送していた『Cafe les R』の3代目パーソナリティとなり、月曜から木曜までの週4日を担当した。2016年3月に番組が終了するまで10年近くにわたって担当し続けた。

## 担当番組
特記のないデータは、すべて2019年7月時点のホリプロ公式プロフィールからの参考。
- e-click（FM PORT）
- VIVA! ウィークエンド（FM PORT）
- アートのある日曜日（FM PORT）
- イブニングプレス（FM PORT）
- 阿部重典のアットマーク（茨城放送） - アシスタント
- グッドモーニングジャパン（TBSラジオ） - ナレーター、リポーター
- オープンサロン834（エフエム世田谷） - ニュース、天気、交通情報担当[5]
- natsukashino pops stream（エフエム世田谷） - 情報アナ[5]
- ぐっとモーニング せ・た・が・や（エフエム世田谷） - パーソナリティ
- 栗原美季 Cafe les R（エフエム世田谷） - パーソナリティ
- Hello! I,Radio（ラジオ日本） - パーソナリティ　　　　　　　　　　JFNニュース(JFNC)　アナウンサー